# Grand Tower (grattacielo)
La Moscow Towers è un grattacielo in costruzione al Moscow International Business Center, a Mosca. Sarà alto 283,4 metri e avrà 62 piani con 400.000 metri quadrati di superficie. La sua costruzione è iniziata nel 2013 e terminerà nel 2022.

## Galleria d'immagini

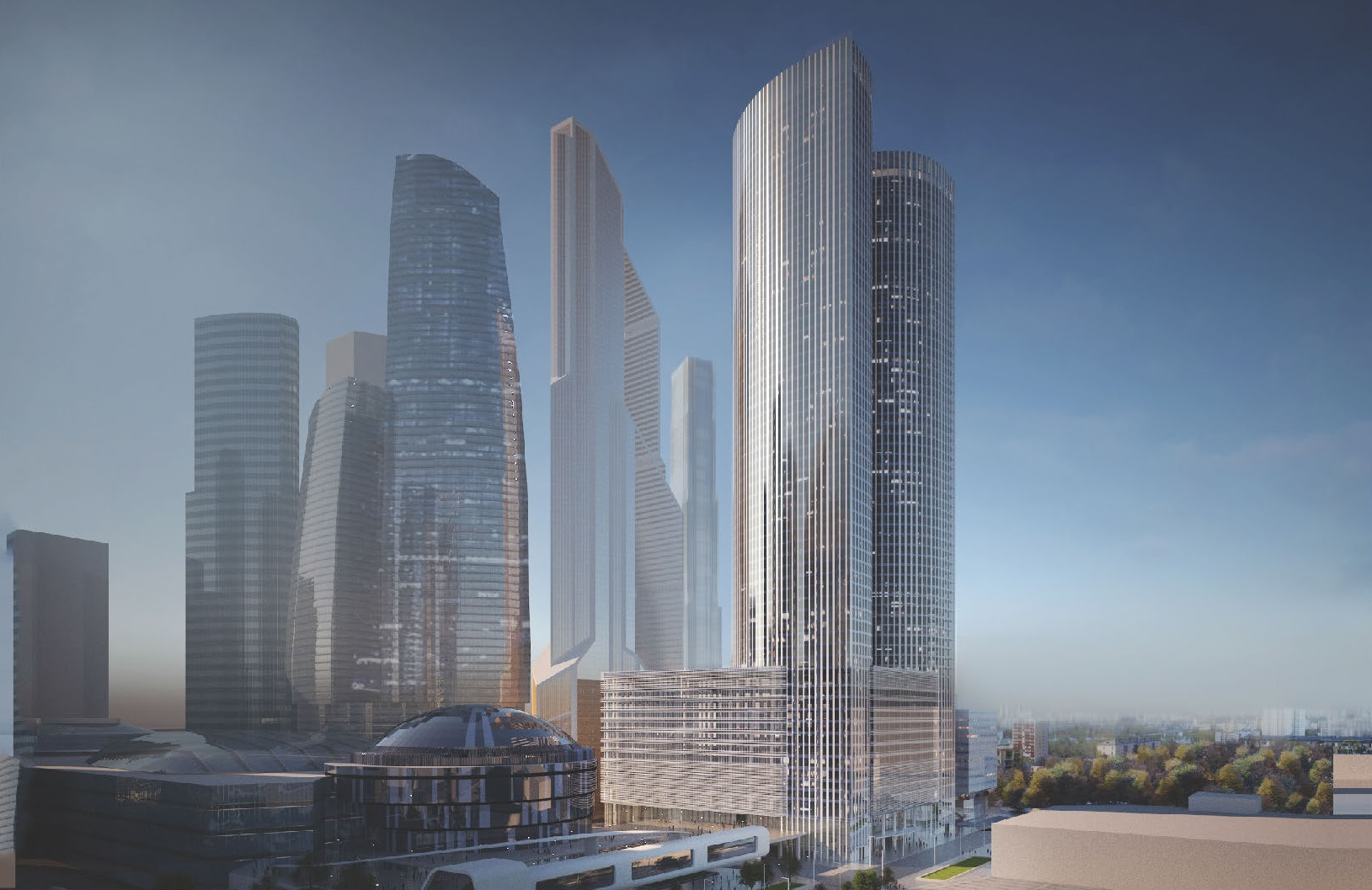
Panorama futuro del Moscow International Business Center con la Grand Tower.
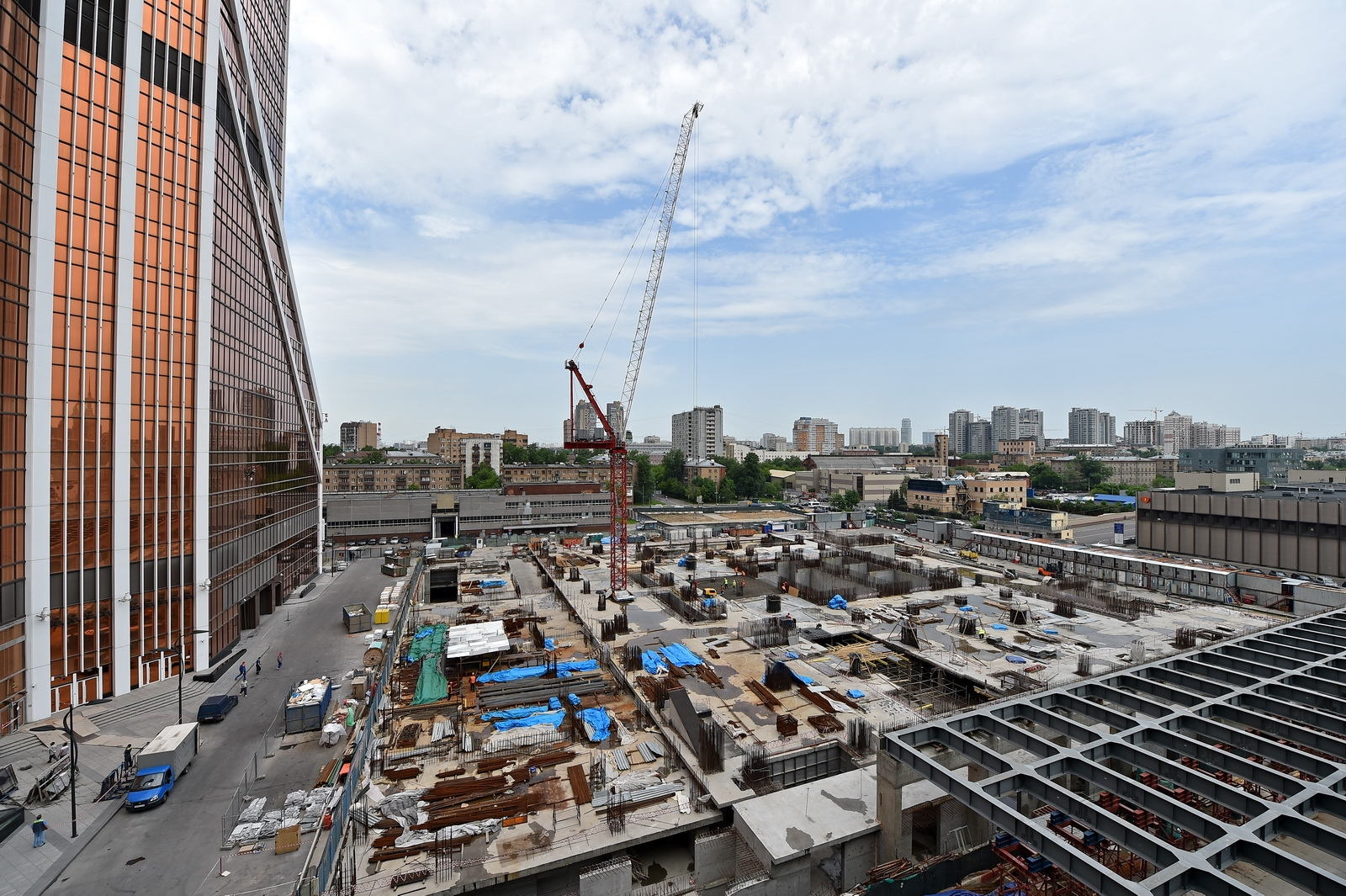
Sito di costruzione nel 2015.